# Poolbillard-Panamerikameisterschaft 2008
Die Poolbillard-Panamerikameisterschaft 2008 war die zehnte Austragung der vom amerikanischen Billardverband CPB veranstalteten Kontinentalmeisterschaft im Poolbillard. Sie fand vom 19. bis 22. August 2008 in Managua in Nicaragua statt. Es wurde die Disziplin 9-Ball in den Kategorien Herren, Damen, Junioren und Juniorinnen ausgespielt.

## Medaillengewinner
| Disziplin   | Gold               | Silber         | Bronze         |       |
| ----------- | ------------------ | -------------- | -------------- | ----- |
| Herren      | Alejandro Carvajal | Jonny Martinez | Jimmy Barboza  | [ 1 ] |
| Damen       | Carlynn Sánchez    | Nataly Camacho | Susana Barrera | [ 2 ] |
| Junioren    | Antony Weber       | Manuel Flores  | Marcos García  | [ 3 ] |
| Juniorinnen | Neidy Castro       | Karen García   | Javiera Rivera | [ 4 ] |